# Apatochernes cheliferoides
Espèce
Apatochernes cheliferoides est une espèce de pseudoscorpions de la famille des Chernetidae.

## Distribution
Cette espèce est endémique de Nouvelle-Zélande.

## Description
Le mâle holotype mesure 2,5 mm.

## Publication originale
- Beier, 1948 : Über Pseudoscorpione der australischen Region. Eos, vol. 24, p. 525-562 (texte intégral).